# Fiat G.12
Fiat G.12 je bilo trimotorno propelersko  potniško in transportno letalo iz časa 2. svetovne vojne. G-12 je bil povsem kovinske konstrukcije, imel je nizko nameščeno kantilever krilo in pristajalno podvozje z repnim kolesom. Glavni kolesi sta bili uvlačljivi. Poganjali so ga trije zvezdasti motorji, po en na vsakem kril in en v nosu. 

## Specifikacije
Podatki iz World Encyclopedia of Military Aircraft;Angelucci 1981, p.349
Splošne karakteristike
- Posadka: 4
- Število sedežev: 14 vojakov ali 24 potnikov
- Dolžina: 20,10 m (65 ft 11 in)
- Razpon kril: 28,60 m (93 ft 10 in)
- Višina: 4,90 m (16 ft 1 in)
- Površina kril: 113 m² (1215 sq ft)
- Teža praznega letala: 9420 kg (20725 lb)
- Naložena teža: 15000 kg (33100 lb)
- Pogon letala: 3 ×  14-valjni zračnohlajeni zvezdasti motor Fiat A.74 R.C.42, 574 kW (800 KM)  vsak

 Zmogljivost 
- Maks. hitrost: 390 km/h (242 mph) na višini 5000 m (16400 ft)
- Potovalna hitrost: 303 km/h (188 mph)
- Doseg: 2300 km (1430 milj)
- Višina leta: 8500 m (27900 ft)

Oborožitev

- Strelno orožje: 2 × 7.7 mm (.303 in) Breda-SAFAT strojnici